# Pleurothallis lanceana
Pleurothallis lanceana là một loài thực vật có hoa trong họ Lan. Loài này được Lodd. miêu tả khoa học đầu tiên năm 1832.